# Édouard Daladier
Édouard Daladier (pronunciación en francés: /edwaʁ daladje/Carpentras, Vaucluse, Francia, 18 de junio de 1884-París, 10 de octubre de 1970) fue un político francés, diputado por el Partido Republicano Radical y Radical Socialista (esto es, centro izquierda) de Vaucluse, ministro y jefe del gobierno francés a comienzos de la Segunda Guerra Mundial.

## Inicios en la política
Daladier nació en Carpentras, hijo de un panadero de allí. Édouard Daladier estudió en Lyon Ampère, una escuela de dicha ciudad, y después se hizo profesor de Historia.
En 1911 fue elegido alcalde de Carpentras. Luchó en la Primera Guerra Mundial desde 1914, alcanzó el grado de teniente y regresó en 1918 con la Legión de Honor. Fue elegido diputado por Vaucluse, escaño que conservó entre 1919 y 1940. Fue presidente del Partido Radical en 1927-1930 y 1936-1938. Daladier fue apodado «el toro de Vaucluse» en la política debido a su cuello grueso, anchos hombros y mirada decidida, aunque los cínicos también decían que sus cuernos eran como los de un caracol.
Participó en los gobiernos de la izquierda entre 1924 y 1932, a petición de Édouard Herriot, como ministro de Colonias (1924), de Guerra (1925), de Instrucción Pública (1926) y Obras Públicas (tres veces entre 1930 y 1932). Fue decisivo en la ruptura del Partido Radical con el SFIO socialista en 1926, el primer Cartel des gauches («Coalición de izquierda»), y con el conservador Raymond Poincaré en noviembre de 1928.
Daladier llegó a ser líder de los radicales. En 1932 supo, por rivales alemanes de Hitler, que Krupp estaba fabricando artillería pesada, y el Deuxieme Bureau tuvo cierto conocimiento de los preparativos militares alemanes, pero carecía de la inteligencia profunda de sus intenciones hostiles.
Daladier se convierte en Presidente del Consejo en 1933 y nuevamente en 1934 durante unos pocos días, cuando el Caso Stavisky llevó a los disturbios del 6 de febrero instigados por la extrema derecha y la caída del segundo Cartel des gauches. Radical en el Congreso de Nantes en 1934, lanzó el tema de Las 200 familias, aprobada por la extrema derecha y los comunistas ("Dos centenares de familias son dueñas de la economía francesa y, de hecho, de la política francesa").
Jefe del partido radical, participó en la reunión de la izquierda para las elecciones de junio de 1936, permitiendo la combinación de PCF, la SFIO y los radicales. Fue ministro de Defensa Nacional durante el gobierno del Frente Popular de 1936 a 1937; después de la caída del Frente Popular, el 10 de abril de 1938 volvió a ser primer ministro.
La semana laboral de 40 horas fue abolida bajo el gobierno de Daladier, y se estableció un sistema más generoso de asignaciones familiares, expresado como un porcentaje de salario: para el primer hijo, 5%; para el segundo, 10%; y para cada hijo adicional, 15%. También creó una asignación para la madre de casa, que había sido defendido por los pronatalistas y los grupos de mujeres católicas desde 1929. Todas las madres que no estaban empleadas profesionalmente y cuyos maridos obtenían los ingresos familiares, podían participar de este nuevo beneficio. En marzo de 1939, el gobierno añadió un 10% para los trabajadores cuyas esposas permanecían en casa para cuidar a los niños. Las subvenciones familiares fueron fijadas en el Código de Familia de julio de 1939 y, con la excepción del subsidio por quedarse en casa, han seguido vigentes hasta la actualidad. Además, se emitió un decreto en mayo de 1938 que autorizaba la creación de centros de guía profesionales.
En julio de 1937, se aprobó una ley (que fue seguida por una ley similar en mayo de 1946) que otorgaba poder al Departamento de Inspección de Talleres para ordenar intervenciones médicas temporales.

## Los acuerdos de Múnich

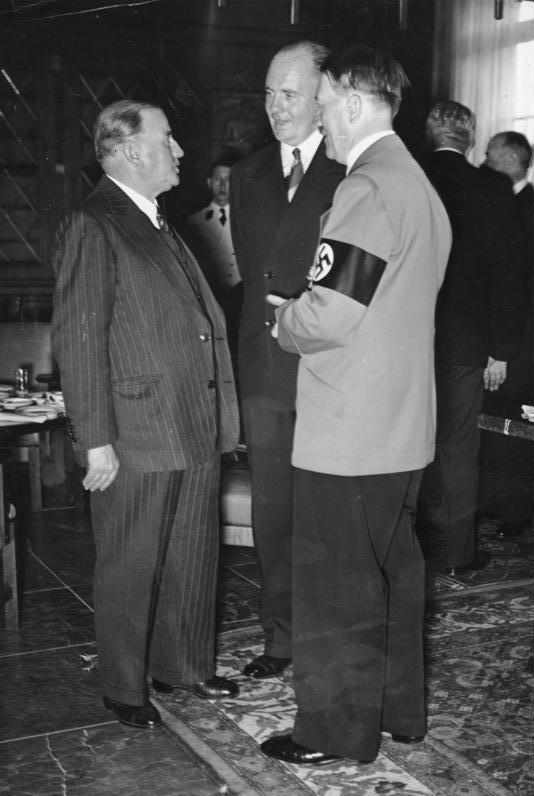
Daladier (izquierda) junto a Hitler.
Múnich (29 de septiembre de 1938)

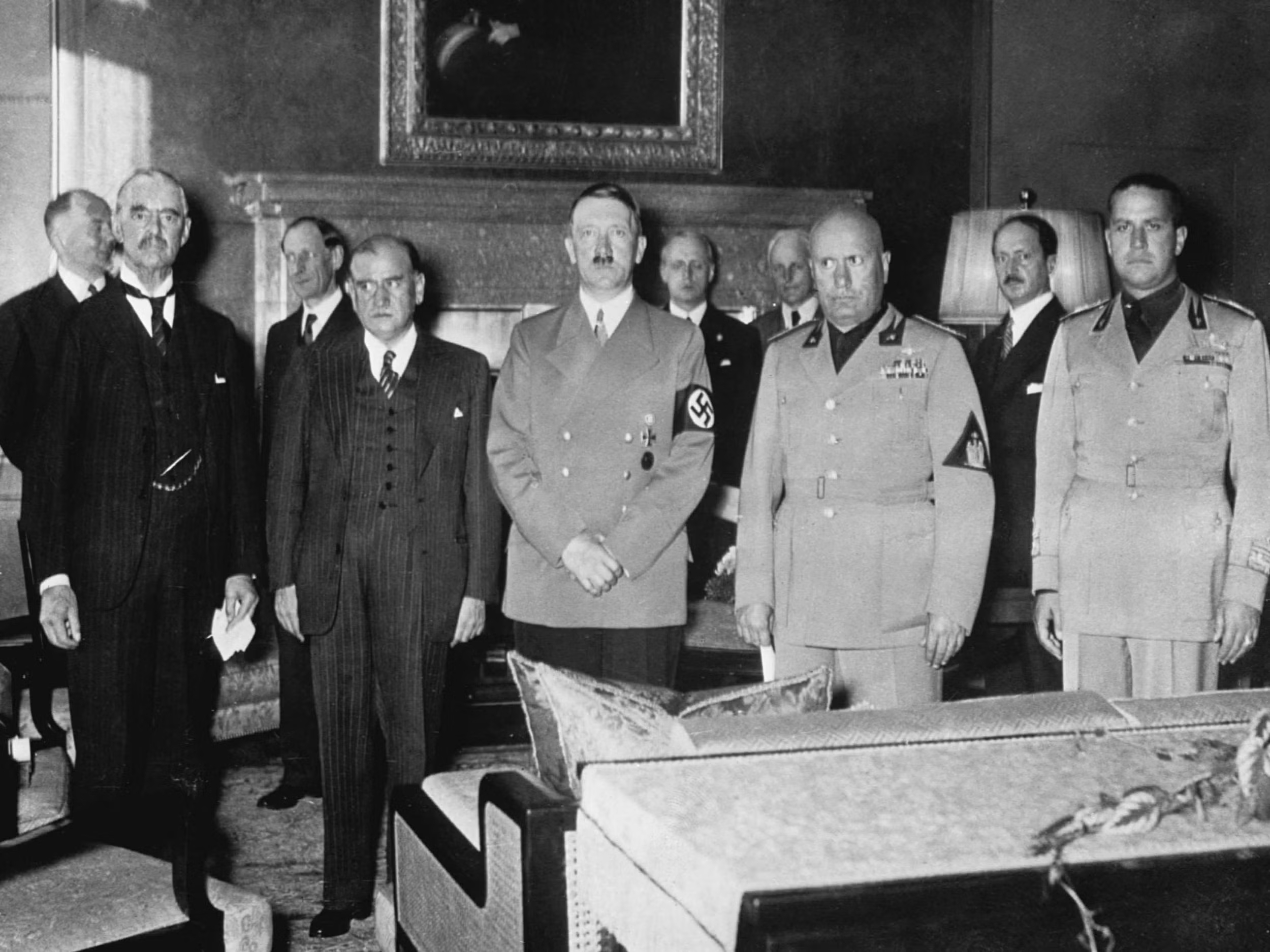
Neville Chamberlain, Daladier, Adolf Hitler, Benito Mussolini y el ministro de Exteriores italiano Galeazzo Ciano durante la firma de los acuerdos de Múnich.

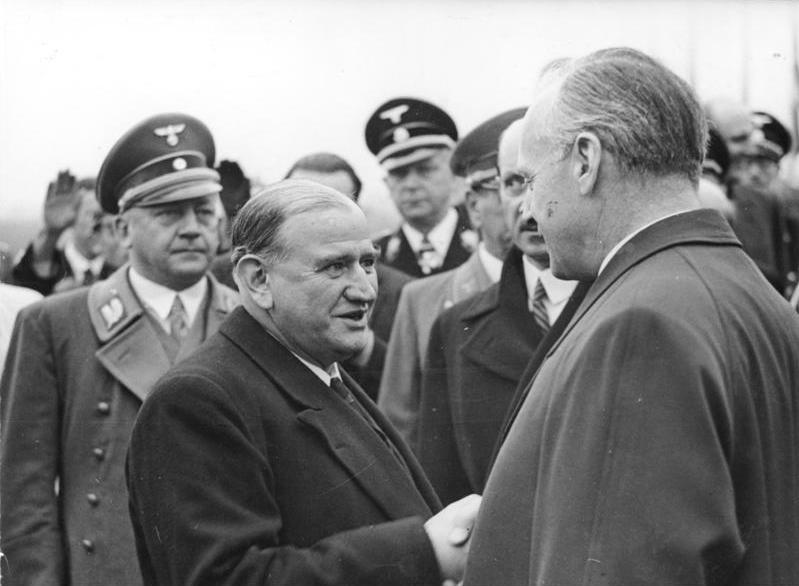
Édouard Daladier (centro) despidiéndose de Joachim von Ribbentrop después de la cumbre en Múnich, 1938

El último gobierno de Daladier estaba en el poder en la época de las negociaciones que precedieron a los acuerdos de Múnich, cuando Francia se echó para atrás en sus obligaciones de defender Checoslovaquia contra la Alemania nazi. Fue empujada a las negociaciones por el británico Neville Chamberlain. Convencido el primer ministro británico Chamberlain, después de las conferencias con Adolf Hitler en Berchtesgaden, en Godesberg y finalmente en Múnich los días 15, 22 y 29 de septiembre de 1938, respectivamente, de que solo la transferencia de los Sudetes de Checoslovaquia al Tercer Reich alemán podía evitar la guerra, aconseja a Daladier, en esa fecha jefe del gobierno francés, que admita la anexión.
A diferencia de Chamberlain, Daladier no se hacía ilusiones sobre los objetivos últimos de Hitler. De hecho, les dijo a los británicos, en un encuentro de finales de abril de 1938, que el verdadero objetivo de Hitler era, en realidad, acabar asegurando «un dominio del continente en comparación con el cual las ambiciones de Napoleón eran débiles».
Siguió diciendo, «Hoy, es el turno de Checoslovaquia. Mañana, les tocará a Polonia y Rumanía. Cuando Alemania haya obtenido el petróleo y el trigo que necesita, volverá contra el Occidente. Ciertamente, debemos multiplicar nuestros esfuerzos para evitar la guerra. Pero eso no se obtendrá salvo que el Reino Unido y Francia permanezcan juntos, interviniendo en Praga para nuevas concesiones pero declarando al mismo tiempo que salvaguardarán la independencia de Checoslovaquia. Si, por el contrario, las potencias occidentales capitulan de nuevo, sólo precipitarán la guerra que quieren evitar».
A pesar de todo, quizá desanimados por las actitudes pesimistas y derrotistas de los miembros tanto civiles como militares del gobierno francés, así como traumatizado por el baño de sangre francés en la Primera Guerra Mundial de la que él, personalmente, fue testigo, Daladier al final dejó a Chamberlain que se saliera con la suya. A su regreso a París, Daladier, que estaba esperando una multitud hostil, fue aclamado. Comentó entonces a su ayudante, Alexis Léger: «Ah, les cons (idiotas)!»
Los gobiernos británico y francés, a su vez, presionaron al gobierno checo para que diera su conformidad a las exigencias de Hitler.

### Rearme
En octubre de 1938, Daladier abrió negociaciones secretas con los estadounidenses sobre cómo superar las leyes de neutralidad americanas y permitir a los franceses comprar aviones estadounidenses para compensar las deficiencias de productividad de la industria aeronáutica francesa. Daladier comentó en octubre de 1938, «Si hubiera tenido tres mil o cuatro mil aviones, Múnich nunca habría ocurrido», y estaba ansioso por adquirir aviones de guerra estadounidenses como la única manera de fortalecer la Fuerza Aérea Francesa. Un problema importante en las conversaciones anglo-norteamericanas fue cómo iban los franceses a pagar los aviones americanos, así como de qué manera superar las leyes de neutralidad estadounidenses Además, Francia había dejado impagadas sus deudas de la Primera Guerra Mundial en 1932 y por ello infringió las reglas de la Ley Johnson de 1934.  Esta ley estadounidense prohibía los préstamos a naciones que hubieran dejado de pagar sus deudas de la Primera Guerra Mundial. En febrero de 1939, los franceses ofrecieron ceder sus posesiones en el Caribe y el Pacífico junto con un pago a tanto alzado de 10 mil millones de francos, a cambio del derecho ilimitado de comprar, a crédito, aviones americanos. Después de tortuosas negociaciones, se logró un acuerdo en la primavera de 1939 que permitía a los franceses hacer enormes encargos a la industria aeronáutica estadounidense.
Los acuerdos de Múnich fueron un fracaso ya que la guerra empezaría el 1 de septiembre de 1939 con la invasión alemana de Polonia y entrando Francia en ella dos días después. El encargo de aviones a Estados Unidos resultó infructuoso. La mayor parte de los aviones encargados no había llegado a Francia para el año 1940.  Los norteamericanos organizaron los pedidos franceses de tal modo que se desviaron hacia los británicos.

## Segunda Guerra Mundial
Cuando se firmó el Pacto Ribbentrop-Mólotov, Daladier respondió a la indignación pública prohibiendo el Partido Comunista Francés sobre la base de que se había negado a condenar las acciones de Iósif Stalin. En 1939, después de la invasión de Polonia por parte de Alemania, se mostró reacio a entrar en guerra, pero lo hizo el 3 de septiembre de 1939, inaugurando la guerra de broma. El 6 de octubre de ese año, Hitler ofreció a Francia y a Gran Bretaña una propuesta de paz. Hubo unos cuantos en el gobierno francés preparados para aceptar la oferta de Hitler; pero, en una retransmisión nacional al día siguiente, Daladier declaró, «Tomamos las armas contra la agresión. No las abandonaremos hasta que tengamos garantías de una seguridad y paz reales, una seguridad que no esté amenazada cada seis meses». El 29 de enero de 1940, en un discurso retransmitido por radio al pueblo de Francia, titulado El objetivo de los nazis es la esclavitud, Daladier dejó pocas dudas sobre su opinión de los alemanes. En su discurso radiofónico, dijo: «Para nosotros, hay que hacer más que ganar la guerra. La ganaremos, pero también debemos obtener una victoria mucho mayor que la de las armas. En este mundo de amos y esclavos, que aquellos locos que gobiernan en Berlín buscan forjar, debemos salvar también la libertad y la dignidad humanas».
En marzo de 1940, Daladier dimitió como primer ministro en Francia debido a su incapacidad para ayudar a la defensa de Finlandia durante la guerra de invierno y fue reemplazado por Paul Reynaud al frente del gobierno francés en un intento de dar mayor firmeza a la dirección de la guerra francesa. Sin embargo, Daladier siguió siendo ministro de Defensa, y su antipatía hacia Paul Reynaud le impidió a este último despedir a Maurice Gamelin como Comandante Supremo de todas las fuerzas armadas francesas. Como resultado del masivo avance alemán en Sedán, Daladier intercambió cargos ministeriales con Reynaud, asumiendo el ministerio de Exteriores mientras Reynaud asumió Defensa. Gamelin fue finalmente reemplazado por Maxime Weygand el 19 de mayo de 1940, nueve días después de que los alemanes empezaran su campaña de invasión. Bajo la impresión de que el gobierno continuaría en África del Norte, Daladier huyó con otros miembros del gobierno a Marruecos; pero fue arrestado y juzgado por traición por el gobierno de Vichy durante el «Juicio de Riom». Daladier fue internado en el Fort du Portalet en los Pirineos. Fue mantenido en prisión desde 1940 hasta abril de 1943, cuando fue entregado a los alemanes y deportado al campo de concentración de Buchenwald en Alemania. En mayo de 1943, fue transportado al castillo de Itter en Tirol septentrional con otros dignatarios franceses, donde permaneció hasta el final de la guerra. Fue liberado después de la batalla por el Castillo Itter.

## Vida posterior
Cuando finalizó la Segunda Guerra Mundial, Daladier volvió al Parlamento a liderar el Partido Radical y Radical Socialista. Fue miembro desde 1946 a 1958, siendo oponente de Charles de Gaulle. Fue elegido alcalde de Aviñón en 1953, hasta 1958. Presidió la Coalición de la Izquierda Republicana en 1957. En 1958 se retiró cuando se opuso a la Constitución de ese año y al nombramiento del General Charles de Gaulle como presidente.

## Muerte
Murió en París el 10 de octubre de 1970 y está enterrado en el famoso cementerio de Père Lachaise, en París (división 72).

## Carrera ministerial
- Ministro de Colonias, 14 de junio de 1924 al 17 de abril de 1925 en el Gobierno de Édouard Herriot.
- Ministro de Guerra, del 29 de octubre al 28 de noviembre de 1925 en el gobierno de Paul Painlevé.
- Ministro de Instrucción Pública y Bellas Artes, 28 de noviembre de 1925 al 9 de marzo de 1926 en el gobierno de Aristide Briand.
- Ministro de Instrucción Pública y Bellas Artes del 19 al 23 de julio de 1926 en el gobierno Édouard Herriot.
- Ministro de Obras Públicas del 21 de febrero al 2 de marzo de 1930 en el gobierno de Camille Chautemps.
- Ministro de Obras Públicas, 13 de diciembre de 1930 al 27 de enero de 1931 en el gobierno de Théodore Steeg.
- Ministro de Obras Públicas del 3 de junio al 18 de diciembre de 1932 en el gobierno de Édouard Herriot.
- Presidente y ministro de guerra, 31 de enero de 1933 al 24 de octubre de 1933..
- Ministro de Guerra del 26 de octubre de 1933 al 30 de enero de 1934 en los gobiernos de Albert Sarraut y de Camille Chautemps.
- Presidente y ministro de relaciones exteriores del 30 de enero al 9 de febrero de 1934.
- Ministro de defensa nacional, 4 de junio de 1936 al 10 de abril de 1938 en los gobiernos Léon Blum, Camille Chautemps, Camille Chautemps , y León Blum.
- Presidente y ministro de defensa del 10 de abril de 1938 al 21 de marzo de 1940.
- Ministro de defensa, del 21 de marzo al 18 de mayo de 1940 en el Gobierno de Paul Reynaud.
- Ministro de relaciones exteriores desde el 18 de mayo al 5 de junio de 1940 en el gobierno de Paul Reynaud.

## Primer gobierno de Daladier, 31 de enero - 26 de octubre de 1933
- Édouard Daladier – Presidente del Consejo y ministro de Guerra
- Eugène Penancier – Vicepresidente del Consejo y ministro de Justicia
- Joseph Paul-Boncour – Ministro de asuntos exteriores
- Camille Chautemps – Ministro del Interior
- Georges Bonnet – Ministro de Hacienda
- Lucien Lamoureux – Ministro de Presupuesto
- François Albert – Ministro de trabajo y provisiones de la Seguridad Social
- Georges Leygues – Ministro de Marina
- Eugène Frot – Ministro de la Marina Mercante
- Pierre Cot – Ministro del Aire
- Anatole de Monzie – Ministro de Educación Nacional
- Edmond Miellet – Ministro de Pensiones
- Henri Queuille – Ministro de Agricultura
- Albert Sarraut – Ministro de las Colonias
- Joseph Paganon – Ministro de Obras Públicas
- Charles Daniélou – Ministro de Salud Pública
- Laurent Eynac – Ministro de Correos, Telégrafos y Teléfonos
- Louis Serre – Ministro de Comercio e Industria

Cambios
- 6 de septiembre de 1933 – Albert Sarraut sustituye a Leygues (m. 2 de septiembre) como ministro de Marina. Albert Dalimier sucede a Sarraut como Ministro de Colonias.

## Segundo gobierno de Daladier, 30 de enero - 9 de febrero de 1934
- Édouard Daladier – Presidente del Consejo y Ministro de Asuntos Exteriores
- Eugène Penancier – Vicepresidente del Consejo y ministro de Justicia
- Jean Fabry – Ministro de Defensa Nacional y Guerra
- Eugène Frot – Ministro del Interior
- François Piétri – Ministro de Finanzas
- Jean Valadier – Ministro de Trabajo y Provisiones de la Seguridad Social
- Louis de Chappedelaine – Ministro de la Marina Militar
- Guy La Chambre – Ministro de la Marina Mercante
- Pierre Cot – Ministro del Aire
- Aimé Berthod – Ministro de Educación Nacional
- Hippolyte Ducos – Ministro de Pensiones
- Henri Queuille – Ministro de Agricultura
- Henry de Jouvenel – Ministro de la Francia de Ultramar
- Joseph Paganon – Ministro de Obras Públicas
- Émile Lisbonne – Ministro de Salud Pública
- Paul Bernier – Ministro de Correos, Telégrafos y Teléfonos
- Jean Mistler – Ministro de Comercio e Industria

Cambios
- 4 de febrero de 1934 – Joseph Paul-Boncour sucede a Fabry como Ministro de Defensa Nacional y Guerra.  Paul Marchandeau sucede a Piétri como Ministro de Finanzas.

## Tercer gobierno de Daladier, 10 de abril de 1938 - 21 de marzo de 1940

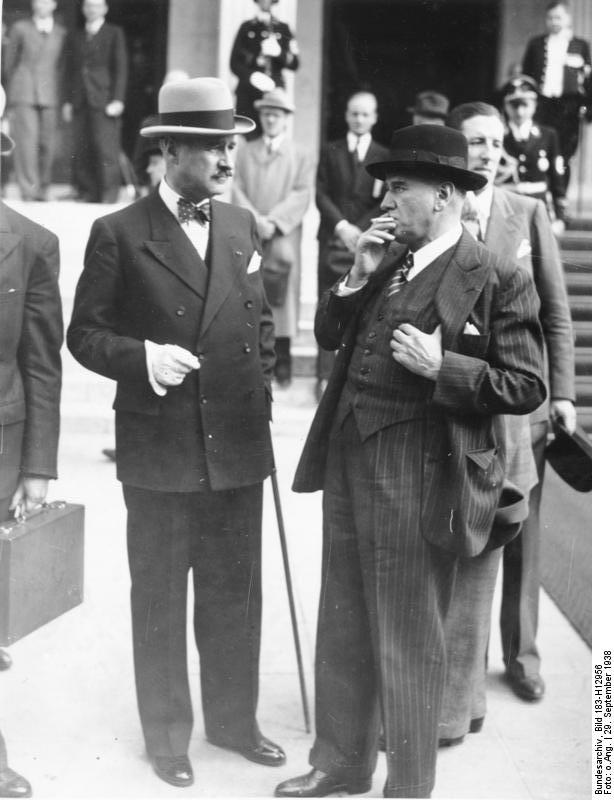
Édouard Daladier (a la derecha) con el embajador André François-Poncet en los Acuerdos de Múnich 1938

- Édouard Daladier – Presidente del Consejo y Ministro de Defensa Nacional y Guerra
- Camille Chautemps – Vicepresidente del Consejo
- Georges Bonnet – Ministro de Asuntos Exteriores
- Albert Sarraut – Ministro del Interior
- Paul Marchandeau – Ministro de Finanzas
- Raymond Patenôtre – Ministro de Economía Nacional
- Paul Ramadier – Ministro de Trabajo
- Paul Reynaud – Ministro de Justicia
- César Campinchi – Ministro de la Marina Militar
- Louis de Chappedelaine – Ministro de la Marina Mercante
- Guy La Chambre – Ministro del Aire
- Jean Zay – Ministro de Educación Nacional
- Auguste Champetier de Ribes – Ministro de Veteranos y Pensionistas
- Henri Queuille – Ministro de Agricultura
- Georges Mandel – Ministro de Colonias
- Ludovic-Oscar Frossard – Ministro de Obras Públicas
- Marc Rucart – Ministro de Salud Pública
- Alfred Jules-Julien – Ministro de Correo, Telégrafos y Teléfonos
- Fernand Gentin – Ministro de Comercio

Cambios
- 23 de agosto de 1938 – Charles Pomaret sucede a Ramadier como ministro de Trabajo.  Anatole de Monzie sucede a Frossard como ministro de Obras Públicas.
- 1 de noviembre de 1938 – Paul Reynaud sucede a Paul Marchandeau como ministro de Finanzas. Marchandeau sucede a Reynaud como ministro de Justicia.
- 13 de septiembre de 1939 – Georges Bonnet sucede a Marchandeau como ministro de Justicia.  Daladier sucede a Bonnet como ministro de Asuntos Exteriores, permaneciendo también como ministro de Defensa Nacional y Guerra. Raymond Patenôtre deja el gabinete y la posición de ministro de Economía Nacional es abolida. Alphonse Rio sucede a Chappedelaine como ministro de la Marina Mercante. Yvon Delbos sucede a Zay como ministro de Educación Nacional. René Besse sucede a Champetier como ministro de Veteranos y Pensionistas.  Raoul Dautry entra en el gabinete como ministro de Armamento.  Georges Pernot entra en el gabinete como ministro de Bloqueo.